# Fluorid thallný
Fluorid thallný je anorganická sloučenina, (halogenid) se vzorcem TlF. Krystaluje v orthorombické soustavě. Krystaly ve vlhkém vzduchu přijímají vodu, ale lze je opět suchým vzduchem převést na bezvodý preparát.
Fluorid thallný je jediným halidem thallia, který je velmi dobře rozpustný ve vodě, zbylé halidy jsou téměř nerozustné.

## Příprava
Fluorid thallný se připravuje reakcí uhličitanu thallného s kyselinou fluorovodíkovou:
Tl2CO3 + 2 HF → 2 TlF + CO2 + H2O